# Erla
Erla település Spanyolországban,  Zaragoza tartományban. Erla Luna és Ejea de los Caballeros községekkel határos. Lakosainak száma 371 fő (2024).

## Népesség
A település népessége az utóbbi években az alábbiak szerint változott:
| Lakosok száma | 456  | 438  | 434  | 420  | 400  | 375  | 354  | 342  | 360  | 371  |
|               | 2001 | 2004 | 2007 | 2009 | 2012 | 2014 | 2017 | 2019 | 2022 | 2024 |